# Horizon V
 (février 2014).
Si vous disposez d'ouvrages ou d'articles de référence ou si vous connaissez des sites web de qualité traitant du thème abordé ici, merci de compléter l'article en donnant les références utiles à sa vérifiabilité et en les liant à la section « Notes et références ».
Horizon V est un jeu de tir à la première personne conçu par Nasir Gebelli, sorti en 1982 sur Apple II.

## Système de jeu
Horizon V propose au joueur de parcourir librement un monde ouvert représentant l'espace afin d'éliminer les vaisseaux ennemis.
Le jeu innove le genre en présentant l'une des premières mini-cartes, sous forme de radar dans le coin supérieur droit de l'écran, affichant la position des ennemis.